# Matthias Ginter
Matthias Lukas Ginter  (* 19. Januar 1994 in Freiburg im Breisgau) ist ein deutscher Fußballspieler. Der Innenverteidiger steht seit 2022 zum zweiten Mal in seiner Karriere bei seinem Jugendverein SC Freiburg unter Vertrag; zwischenzeitlich spielte er bei Borussia Dortmund und Borussia Mönchengladbach. 2014 wurde er mit der deutschen Nationalmannschaft in Brasilien Weltmeister, blieb beim Turnier jedoch ohne Einsatz. Er gewann als Teil der Mannschaft beim Fußballturnier der Olympischen Spiele 2016 die Silbermedaille und den Konföderationen-Pokal 2017.

## Karriere

### Vereine

#### Jugend
Ginter begann im Alter von vier Jahren beim SC March mit dem Fußballspielen, einem kleinen Verein im Breisgau vor den Toren Freiburgs. Als Elfjähriger wechselte er zur Saison 2005/06 in das Nachwuchsleistungszentrum des SC Freiburg und spielte zunächst für die D-Jugend der Breisgauer. Im September 2009, als er mit 15 Jahren zu ersten Einsätzen für die U17 in der B-Junioren-Bundesliga Süd/Südwest gekommen war, fiel er mit einem Schien- und Wadenbeinbruch mehrere Monate aus. Im Sommer 2010 rückte er in die von Christian Streich trainierte A-Jugend auf, sicherte sich dort direkt einen Stammplatz und gewann mit der Mannschaft 2011 den DFB-Junioren-Vereinspokal. Streich wurde nach diesem Erfolg Co-Trainer der Profimannschaft unter Marcus Sorg, der jedoch bereits nach einem halben Jahr aufgrund von Erfolglosigkeit beurlaubt wurde. Als sein Nachfolger holte er direkt nach Beginn seiner Tätigkeit im Januar 2012 Ginter zu den Profis, mit denen er die Wintervorbereitung absolvierte.

#### Profi beim SC Freiburg
Schon am folgenden Bundesliga-Spieltag kam Ginter, gerade 18 Jahre alt geworden, zu seinem ersten Pflichtspieleinsatz für die Profis. Er wurde in der 70. Minute eingewechselt und erzielte kurz vor Spielende den 1:0-Siegtreffer gegen den FC Augsburg. Zwei Tage später unterschrieb er beim SC Freiburg seinen ersten Profivertrag. Im Laufe der Rückrunde erarbeitete er sich einen Stammplatz neben Fallou Diagne in der Innenverteidigung. Mit den Profis erreichte Ginter den Klassenerhalt in der Bundesliga. Parallel dazu bestritt er noch einzelne Spiele für die A-Jugend und gewann mit dieser wie im Vorjahr den DFB-Junioren-Vereinspokal. Sein Vertrag lief bis Sommer 2017. Auch in der Folgesaison hatte der junge Ginter einen Stammplatz bei den Profis, meist in der Innenverteidigung, und musste nur aufgrund einer Wirbelverletzung eine Weile pausieren. Mit der Mannschaft und Trainer Streich erreichte er den fünften Platz in der Bundesliga und somit war der Verein für die UEFA Europa League qualifiziert. Im DFB-Pokal erreichte Ginter mit dem SC Freiburg das Halbfinale.
Auch in der Saison 2013/14 war Ginter Stammspieler und in der Europa-League kam er zu seinen ersten Europapokaleinsätzen. Hier scheiterte Freiburg jedoch bereits in der Vorrunde und auch in der Bundesliga spielte die Mannschaft lange gegen den Abstieg, nachdem vor der Saison mehrere Spieler zu finanzstärkeren Vereinen gewechselt waren. Nach Saisonende ging dann auch Ginter diesen Weg.

#### Borussia Dortmund
Zur Saison 2014/15 wechselte Ginter zu Borussia Dortmund; er unterschrieb einen bis 30. Juni 2019 laufenden Vertrag und erhielt die Trikotnummer 28. Vor Beginn der Bundesligasaison 2014/15 gewann er mit Borussia Dortmund den DFL-Supercup. Ginters erste Saison in Dortmund war geprägt durch viele Spiele auf der Ersatzbank und wenige Spiele in der Startelf und zweimal kam er gar für die Amateurmannschaft der Borussia in der 3. Liga zum Einsatz. Auch beim DFB-Pokal-Endspiel, das der BVB gegen den VfL Wolfsburg verlor, war er nur Zuschauer. Im zweiten Jahr kam er auf mehr Einsätze, konnte sich aber kaum als Stammspieler betrachten. Auch beim DFB-Pokal-Endspiel gegen den FC Bayern München, das im Elfmeterschießen verloren wurde, kam er nur als Einwechselspieler zum Zug. Sein drittes Jahr in Dortmund verlief für ihn deutlich erfreulicher, er stand bei den insgesamt 51 Pflichtspielen des BVB 35-mal in der Startformation, so auch im Mai 2017 beim 2:1-Finalsieg gegen Eintracht Frankfurt im DFB-Pokal. Damit gewann er seinen ersten großen Vereinstitel als Fußballprofi.

#### Borussia Mönchengladbach
Zur Saison 2017/18 wechselte Ginter zu Borussia Mönchengladbach.
Sein Debüt für den neuen Arbeitgeber gab er direkt im ersten Pflichtspiel der Saison bei einem 2:1-Sieg gegen Rot-Weiss Essen am 11. August 2017 in der ersten Runde des DFB-Pokals. In der Bundesligasaison stand Ginter dann in allen 34 Spielen über 90 Minuten auf dem Platz. Er erzielte dabei fünf Tore, sein erstes am 30. September 2017 bei einem 2:1-Heimsieg gegen Hannover 96 am 7. Spieltag.
Die folgende Saison 2018/19 begann er wieder als Stammspieler, bis er sich am 12. Spieltag bei einem unglücklichen Zusammenstoß mit dem hannoverschen Spieler Noah Sarenren Bazee eine schwere Gesichtsverletzung zuzog, die ihn zu einer längeren Pause zwang. Matthias Ginter kam in dieser Saison noch auf 27 Bundesligaspiele und ein Tor.
Auch in der Saison 2019/20 war Ginter wieder Stammspieler und absolvierte 31 Bundesligaspiele, alle in der Startelf, und erzielte ein Tor. Am 19. September 2019 bei der 0:4-Heimniederlage gegen den Wolfsberger AC konnte er auch sein internationales Debüt für Borussia Mönchengladbach in der Europa League geben. Die Bundesligasaison endete mit dem vierten Platz, womit die Qualifikation für die Gruppenphase der Champions League 2020/21 erreicht wurde. In der Saison 2020/21 fehlte er bei keinem Pflichtspiel für Borussia und stand entsprechend bei 34 Liga-, 4 Pokal- und 8 Europapokalspielen auf dem Platz.
In der Winterpause der Saison 2021/22 gab Ginter bekannt, seinen am Saisonende auslaufenden Vertrag nicht mehr zu verlängern.

#### Rückkehr nach Freiburg
Nach seinem Vertragsende kehrte Ginter zur Saison 2022/23 ablösefrei zum SC Freiburg zurück.
In der Saison 2022/23 erreichte Ginter in der Europa-League ungeschlagen das Achtelfinale, in dem das Hin- und Rückspiel gegen Juventus Turin verloren wurden, und im DFB-Pokal nach einem 1:2 gegen den FC Bayern München das Halbfinale, das gegen RB Leipzig mit 1:5 verloren wurde. In der Bundesliga-Saison 2022/23 war Ginter der einzige Feldspieler der Fußball-Bundesliga, der alle 34 Spiele über volle 90 Minuten bestritt und belegte mit dem SC Freiburg in der Abschlusstabelle Platz fünf und erreichte damit die erneute Qualifikation zur Europa-League.
Im April 2024 musste er sich einer OP an der Achillessehne unterziehen.

### Nationalmannschaft
Ginter spielte sechsmal für die U18-Auswahl und fünfmal für die U19. Er nahm mit der U21-Nationalmannschaft an der U21-Europameisterschaft 2013 teil und schied mit der Mannschaft nach der Gruppenphase aus; bei der U21-EM 2015 erreichte er mit dem Team das Halbfinale. Insgesamt absolvierte er 18 Spiele für die U21.
Sein Debüt für die A-Nationalmannschaft gab Ginter am 5. März 2014 beim 1:0-Testspielsieg in der Stuttgarter Mercedes-Benz-Arena gegen Chile. Er wurde in der 89. Minute für Mesut Özil eingewechselt. In der bis dahin 106-jährigen Geschichte der deutschen Fußballnationalmannschaft war Ginter der 900. eingesetzte Spieler. Im folgenden Testspiel am 13. Mai in Hamburg gegen Polen stand er erstmals in der Startelf und spielte volle 90 Minuten durch. Das Spiel endete 0:0.
Er stand als jüngster Spieler im Kader des DFB für die Weltmeisterschaft 2014. Mit der deutschen Mannschaft wurde er bei der Fußball-Weltmeisterschaft in Brasilien Weltmeister, wobei er – ebenso wie seine späteren Dortmunder Vereinskollegen Kevin Großkreutz und Erik Durm – ohne Einsatz blieb. Ginter ist somit der bis dahin jüngste deutsche Weltmeister mit 20 Jahren und 176 Tagen am Finaltag.
Im Sommer 2016 wurde Ginter von Joachim Löw nicht für die Europameisterschaft in Frankreich nominiert. Stattdessen berief ihn Horst Hrubesch, der die Olympiaauswahl betreute, in den Kader für die Olympischen Spiele in Rio de Janeiro. Mit Ausnahme eines Vorrundenspiels bestritt er dort alle Spiele und erzielte zwei Tore. Das Endspiel wurde gegen Gastgeber Brasilien im Elfmeterschießen verloren, bei dem Ginter den ersten Elfmeter verwandelte.
Ginter stand im Kader der deutschen Nationalmannschaft für den FIFA-Konföderationen-Pokal 2017 in Russland, den er mit der Mannschaft gewann. Mit Ausnahme des ersten Gruppenspiels stand er in jedem Spiel von Beginn an auf dem Platz, auch im Finale gegen Chile, das mit 1:0 gewonnen wurde. Bei diesem Turnier waren er, Shkodran Mustafi und Kapitän Julian Draxler die einzigen Weltmeister von 2014 im deutschen Aufgebot.
Bundestrainer Löw berief Matthias Ginter in den Kader für die Weltmeisterschaft 2018 in Russland. Deutschland belegte in seiner Vorrundengruppe lediglich den letzten Platz und schied damit erstmals bereits nach der Vorrunde einer Weltmeisterschaft aus. Ginter kam bei keinem der drei Gruppenspiele zum Einsatz.
Nachdem sich Ginter bis dahin, abgesehen vom Konföderationen-Pokal, meist als Ergänzungsspieler betrachten musste, stiegen seine Spielanteile nach der Weltmeisterschaft deutlich. So verpasste er bis zum November 2019 nur ein Qualifikationsspiel zur Europameisterschaft 2021 verletzungsbedingt. Am 16. November 2019 gelang ihm beim 4:0-Sieg in der Qualifikation über Belarus mit dem 1:0 im Borussia-Park sein erstes Länderspieltor. Matthias Ginter ist damit der erste Spieler von Borussia Mönchengladbach, dem ein Länderspieltor in Mönchengladbach gelang. Am Ende der Saison wurde das Tor zum Länderspieltor und Ginter zum Nationalspieler des Jahres gewählt.
Mit der deutschen Auswahl erreichte er bei der Europameisterschaft 2021 das Achtelfinale, wo Deutschland gegen England ausschied.
Im November 2022 wurde er von Trainer Hansi Flick in den Deutschland-Kader für die Fußball-Weltmeisterschaft 2022 berufen. Im letzten Gruppenspiel gegen Costa Rica wurde Ginter in der 10-minütigen Nachspielzeit eingewechselt, womit er bei seiner dritten WM erstmals zum Einsatz kam.

## Spielweise
In der Jugend wurde Matthias Ginter meist als offensiver oder defensiver Mittelfeldspieler eingesetzt. Nach seinem Sprung in den Profikader des SC Freiburg zu Beginn des Jahres 2012 wurde er daher zunächst im defensiven Mittelfeld eingeplant. Durch den Ausfall von vier Innenverteidigern wurde er ins Abwehrzentrum versetzt und etablierte sich auf dieser Position in der Bundesliga. Sowohl bei Borussia Dortmund als auch in der deutschen Nationalmannschaft bekleidete Ginter aber auch oft die Position des rechten Außenverteidigers. Ginter kommt für einen Innenverteidiger mit sehr wenigen Fouls aus.

## Titel und Auszeichnungen
Nationalmannschaft
- Weltmeister: 2014
- Confed-Cup-Sieger: 2017
- Olympische Silbermedaille: 2016

Verein
- Deutscher Pokalsieger: 2017 (Borussia Dortmund)
- Deutscher Supercupsieger: 2014 (Borussia Dortmund)
- Deutscher A-Junioren-Pokalsieger (2): 2011, 2012 (beide SC Freiburg)

Auszeichnungen
- DFB-Nationalspieler des Jahres: 2019[19]
- Fritz-Walter-Medaille in Gold (2): 2012 (U-18), 2013 (U-19)
- Silbernes Lorbeerblatt: 2014 als Weltmeister, 2016 als Gewinner der olympischen Silbermedaille
- Nationalmannschaftstor des Jahres 2019[20]
- Verdienstorden des Landes Baden-Württemberg: 2024[21]

## Sonstiges
- Parallel zu seiner ersten Bundesliga-Saison legte Ginter in Freiburg im Breisgau das Abitur ab.[22] Im März 2018 schloss er ein Fernstudium zum zertifizierten Sportmanager ab.[23]

- Ginter heiratete im Mai 2018 seine Ehefrau Christina (gelernte Bürokauffrau; Studium BWL und Tanzpädagogik),[24][25] mit der er seit 2015 liiert ist und die wie er aus March stammt.[24] Am 19. Januar 2020 (seinem eigenen Geburtstag) wurden sie Eltern eines Sohnes.[26] Im April 2024 kam der zweite Sohn zur Welt.[27] Matthias Ginter hat einen älteren Bruder, dem aufgrund von Verletzungen eine Karriere als Profifußballer versagt blieb.[22]

- Ginter ist Vorsitzender des Stiftungsrats der Matthias Ginter Stiftung, die geistig, körperlich und sozial benachteiligte Kinder und Jugendliche im Raum Freiburg unterstützt.[28]

- Das Stadion seines Heimatvereins SC March wurde von „Waldstadion“ in „Matthias-Ginter-Sportpark“ umbenannt. Das gab der Verein am 10. Oktober 2021 bekannt.[29]

- Ginter erlebte die Terroranschläge am 13. November 2015 in Paris. Sein achtes Länderspiel war das Testspiel am 13. November 2015 gegen Frankreich in Paris; derweil wurden vor dem Stadion und in der Innenstadt die Terroranschläge verübt. Die Spieler verbrachten die Nacht aus Sicherheitsgründen im Stadion. Beim Anschlag auf den Mannschaftsbus von Borussia Dortmund 2017 blieb er unverletzt.[30]